# Opsa
Opsa (vitryska: Опса) är en agropolis i Belarus.   Den ligger i voblasten Vitsebsks voblast, i den norra delen av landet, 190 km norr om huvudstaden Minsk. Opsa ligger 163 meter över havet och antalet invånare är 700.

## Natur och klimat
Terrängen runt Opsa är platt. Närmaste större samhälle är Braslaŭ, 18,0 km nordost om Opsa. 
Omgivningarna runt Opsa är en mosaik av jordbruksmark och naturlig växtlighet. Runt Opsa är det glesbefolkat, med 16 invånare per kvadratkilometer.